# Penstemon diphyllus
Penstemon diphyllus är en grobladsväxtart som beskrevs av Per Axel Rydberg. Penstemon diphyllus ingår i släktet penstemoner, och familjen grobladsväxter. Inga underarter finns listade i Catalogue of Life.